# Smyków (Daleszyce)
Pour les articles homonymes, voir Smyków.
Smyków est une localité polonaise de la gmina de Daleszyce, située dans le powiat de Kielce en voïvodie de Sainte-Croix.